# Траванкор-Кочин

Южная Индия перед реорганизацией 1956 года. Штат Траванкор-Кочин выделен коричневым цветом

Штат Траванкор-Кочин — штат Индии, существовавший в 1949—1956 годах. Столица — Тируванантапурам.
Штат был образован после образования независимой Индии путём объединения бывших туземных княжеств Траванкор и Кочин. Раджпрамукхом нового штата стал бывший правитель Траванкора. После выборов 1952 года было сформировано правительство из ИНК , траванкорского тамилнадского конгресса и керальской социалистической партии. В 1954 году к власти пришло правительство из ИНК.
В 1956 году правительством Индии был принят Акт о реорганизации штатов. В соответствии с этим актом административное деление страны должно было быть реорганизовано так, чтобы штаты стали моноязычными. Поэтому четыре южные талуки штата Траванкор-Кочин были переданы в состав штата Мадрас, а из оставшейся части штата вместе с Малабарским побережьем штата Мадрас был сформирован новый штат Керала.